# Joan Gich Bech de Careda
Joan Gich Bech de Careda (Agullana, 15 de gener de 1925 - Madrid, 6 de gener de 1982) fou un empresari i polític català.

## Biografia
Fill del metge d'Agullana, el 1936 va marxar a Alemanya després que el seu pare fos assassinat.
Estudià a Figueres i a la Gutembergschule de Mainz (Alemanya), i posteriorment es llicencià en filosofia i lletres a la Universitat de Barcelona i en ciències econòmiques a la Universitat de Madrid.
De 1958 a 1969 fou secretari general i gerent del FC Barcelona. El 1967 fou vocal de la comissió de programes culturals de TVE. L'11 de setembre de 1970 fou nomenat delegat nacional d'Educació Física i Esports i president del Comitè Olímpic Espanyol en substitució de Joan Antoni Samaranch; el 1975 fou substituït en el càrrec per Tomás Pelayo Ros. Aleshores fou nomenat Conseller General de Radiotelevisió Espanyola. Va col·laborar en articles de crítica d'art a El Alcázar, Tele/eXpres i La Vanguardia.
Fou nomenat procurador a Corts Franquistes de 1970 a 1975 per la província de Girona. Posteriorment fou elegit diputat per la UCD per la província de Girona a les eleccions generals espanyoles de 1977. Després fou nomenat president del consell d'administració del Banco Peninsular fins a la seva mort d'un coma diabètic el 6 de gener de 1982. Un carrer d'Agullana porta el seu nom.